# Ecser
Ecser ([ˈɛʧɛr], slowakisch Ečer) ist eine ungarische Großgemeinde im Kreis Vecsés im Komitat Pest. Über fünf Prozent der Bewohner zählen zur Volksgruppe der Slowaken.

## Geografische Lage
Ecser liegt 22 Kilometer südöstlich des Stadtzentrums von Budapest, östlich des Flughafens Budapest Liszt Ferenc und 6 Kilometer nordöstlich der Kreisstadt Vecsés. Die Nachbargemeinde Maglód liegt östlich und der XVII. Budapester Bezirk nordwestlich.

## Geschichte
Die erste urkundliche Erwähnung fand am 15. Dezember 1315 statt. Das Dorf existierte aber schon im Jahr 896, als der Stamm der Ungarn im heutigen Ungarn ankam. Der Name kommt laut Legende vom ungarischen Wort cser(fa) (Eiche), den der Großfürst Árpád vorschlug, nachdem man auf seine Frage, wie dieser Ort heiße, keine Antwort geben konnte. Während der ottomanischen Herrschaft (1526–1686) starb die Bevölkerung aus, was hauptsächlich durch die Besetzung Budapests ausgelöst wurde. Erst 1699 kamen die Einwohner zurück.
Elf Soldaten aus Ecser kämpften 1703 bis 1711 unter Rákóczi für die Unabhängigkeit.
Am Anfang des 17. Jahrhunderts siedelte der Dorfbesitzer Antal Grassalkovich Slowaken in Ecser an.
Im Jahr 1913 gab es in der damaligen Kleingemeinde 208 Häuser und 1455 Einwohner auf einer Fläche von 2278 Katastraljochen. Sie gehörte zu dieser Zeit zum Bezirk Monor im Komitat Pest-Pilis-Solt-Kiskun.

## Gemeindepartnerschaften
- Cabaj-Čápor, Slowakei
- Kumbağ, Türkei

## Sehenswürdigkeiten
- Árpád-Statue
- Römisch-katholische Kirche Páduai Szent Antal, erbaut 1740 im barocken Stil, mit Fenstern der Glaskünstler Dóra Tatár, Béla Ónodi und Mátyás Ónodi
- Skulptur Ecseri lakodalmas
- Slowakische Kapelle
- Weltkriegsdenkmal

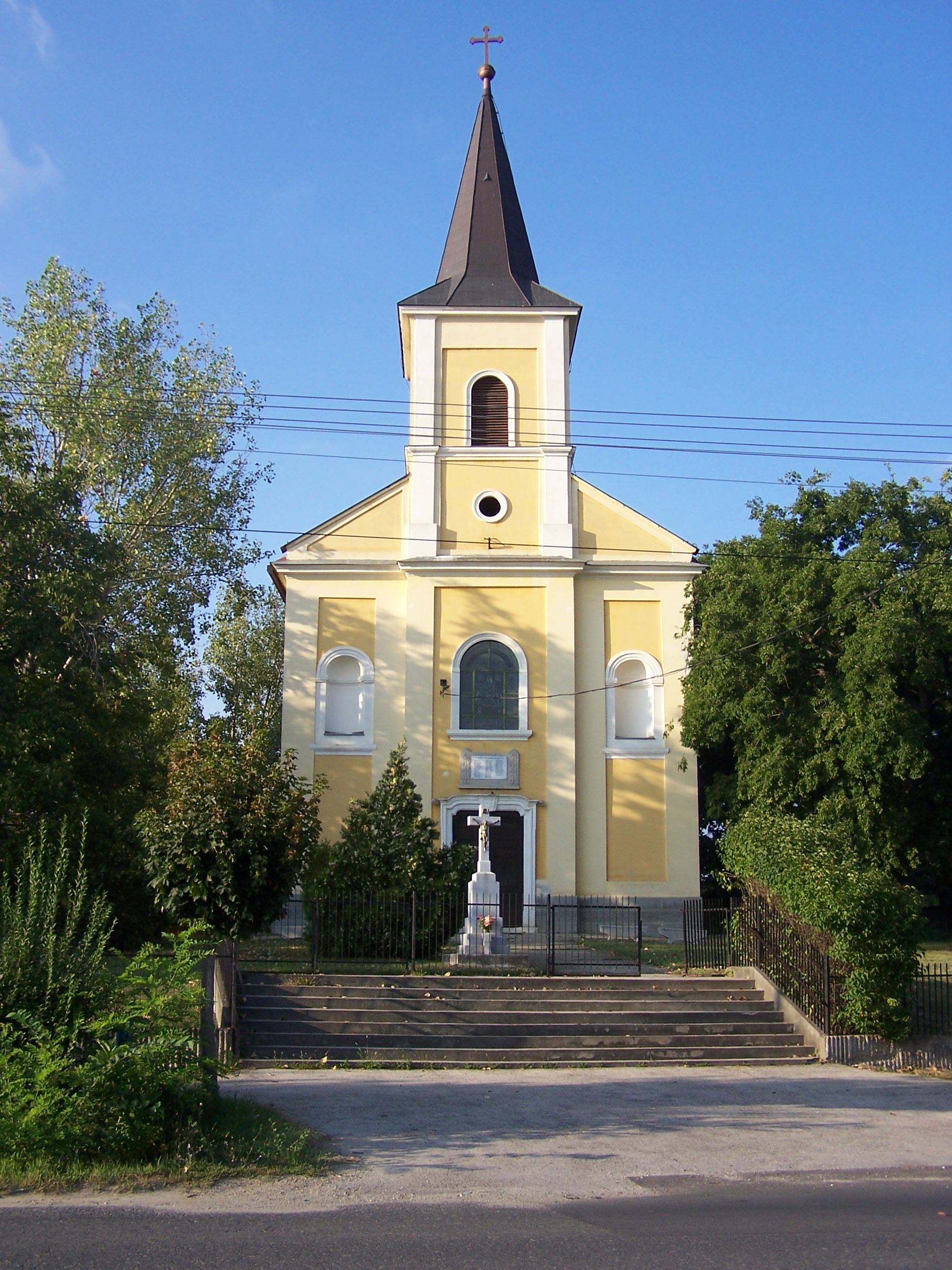
Römisch-katholische Kirche Páduai Szent Antal
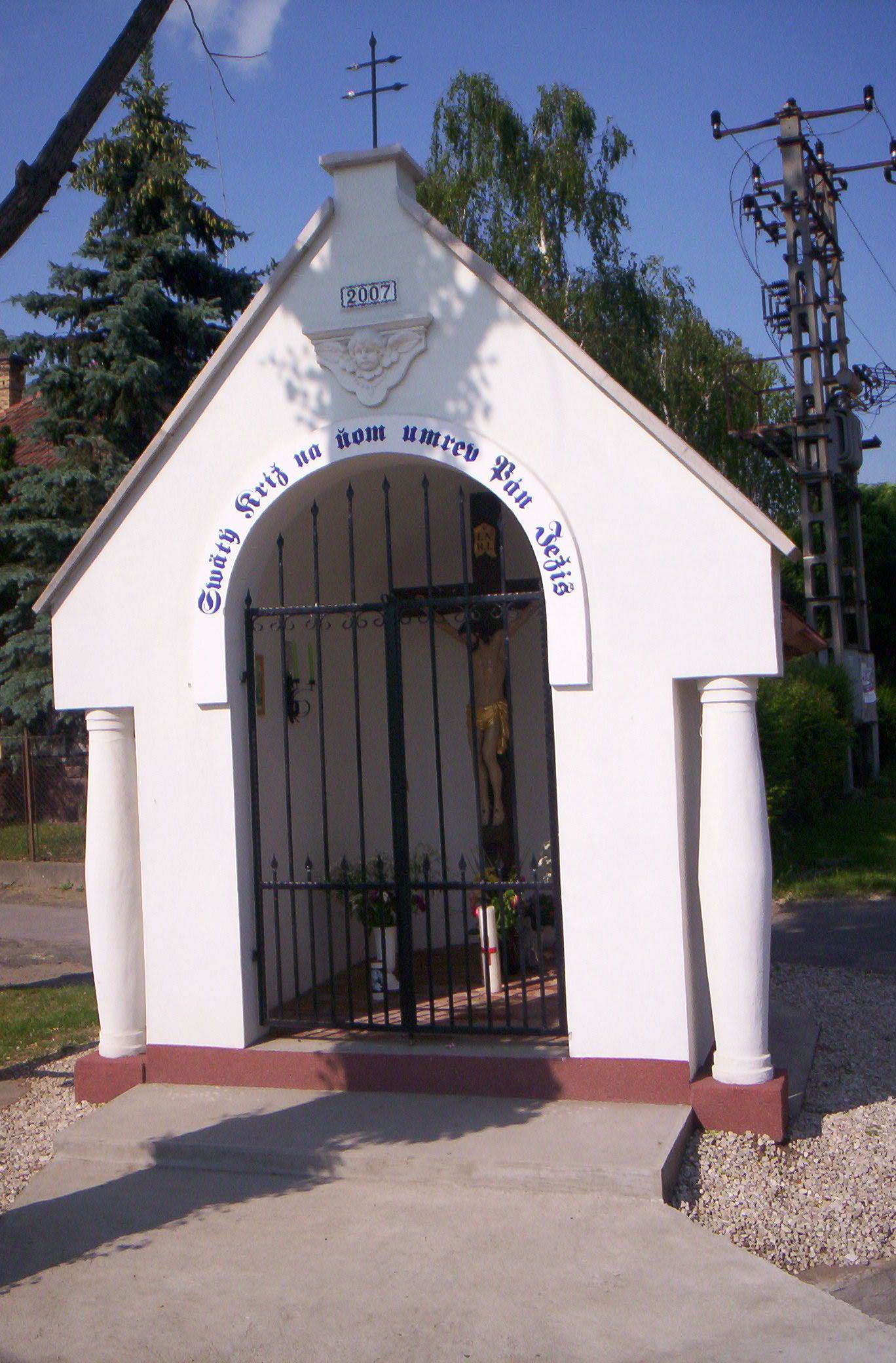
Slowakische Kapelle
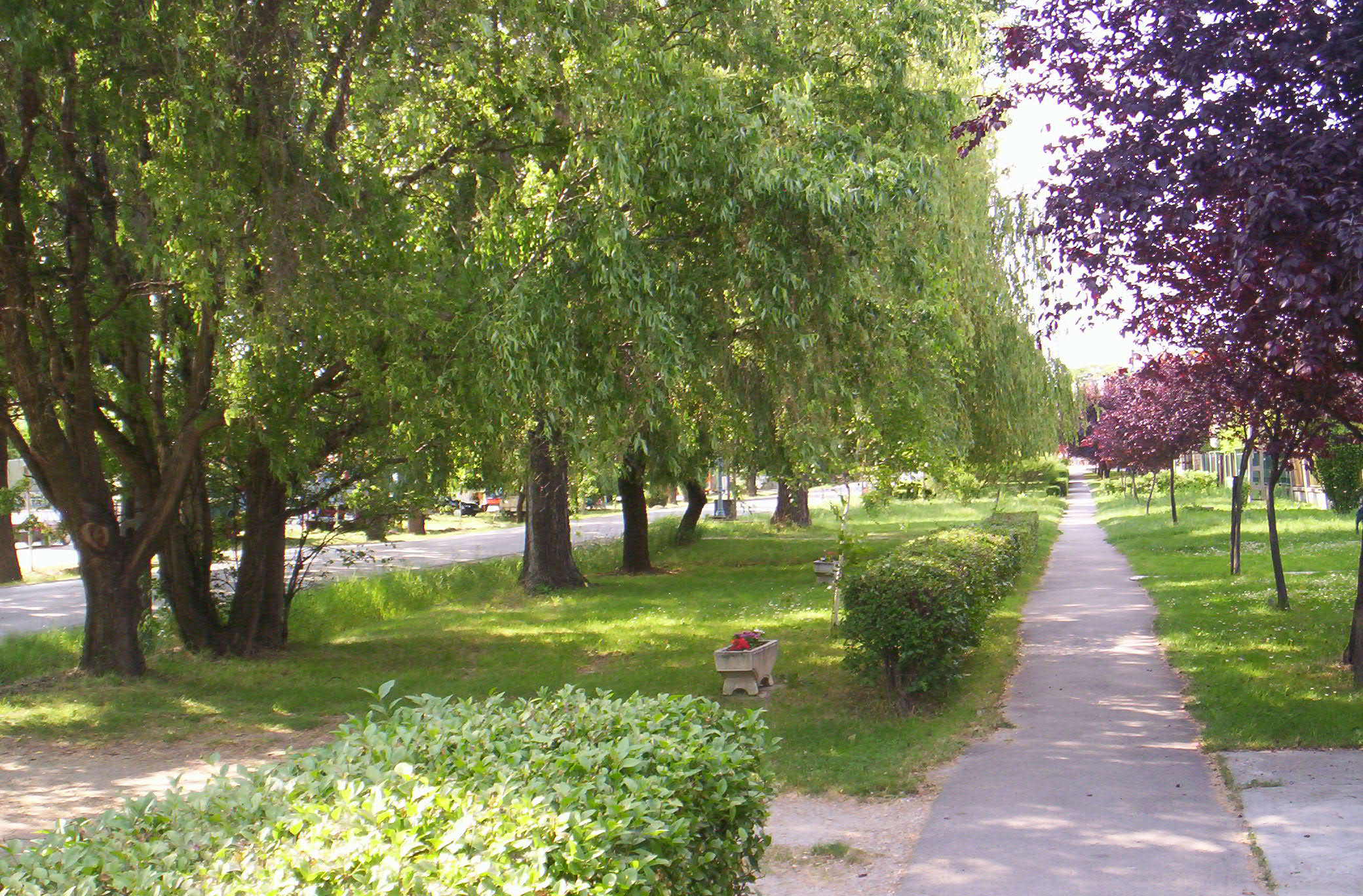
Straßenbild in Ecser
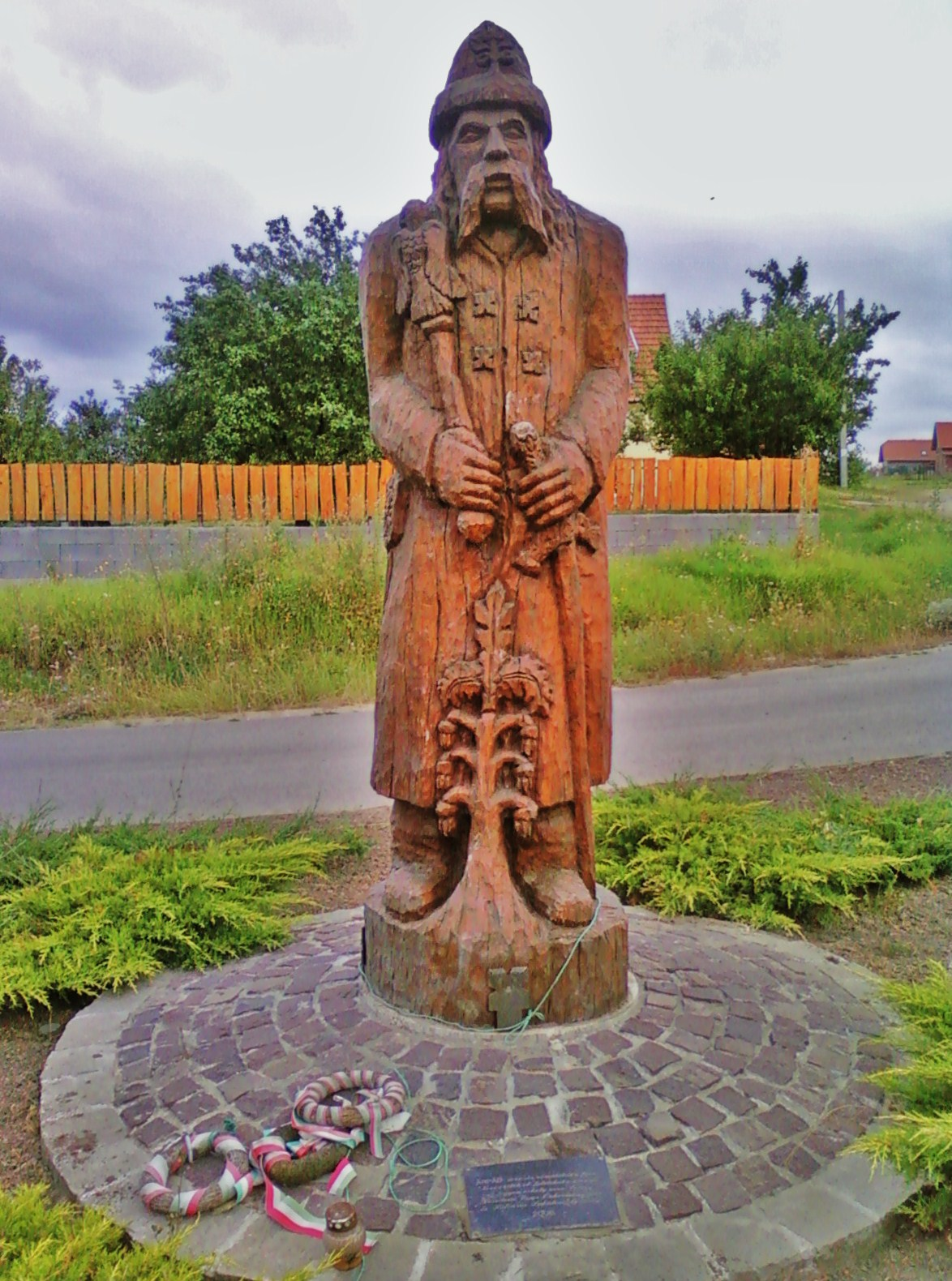
Árpád-Statue aus Holz
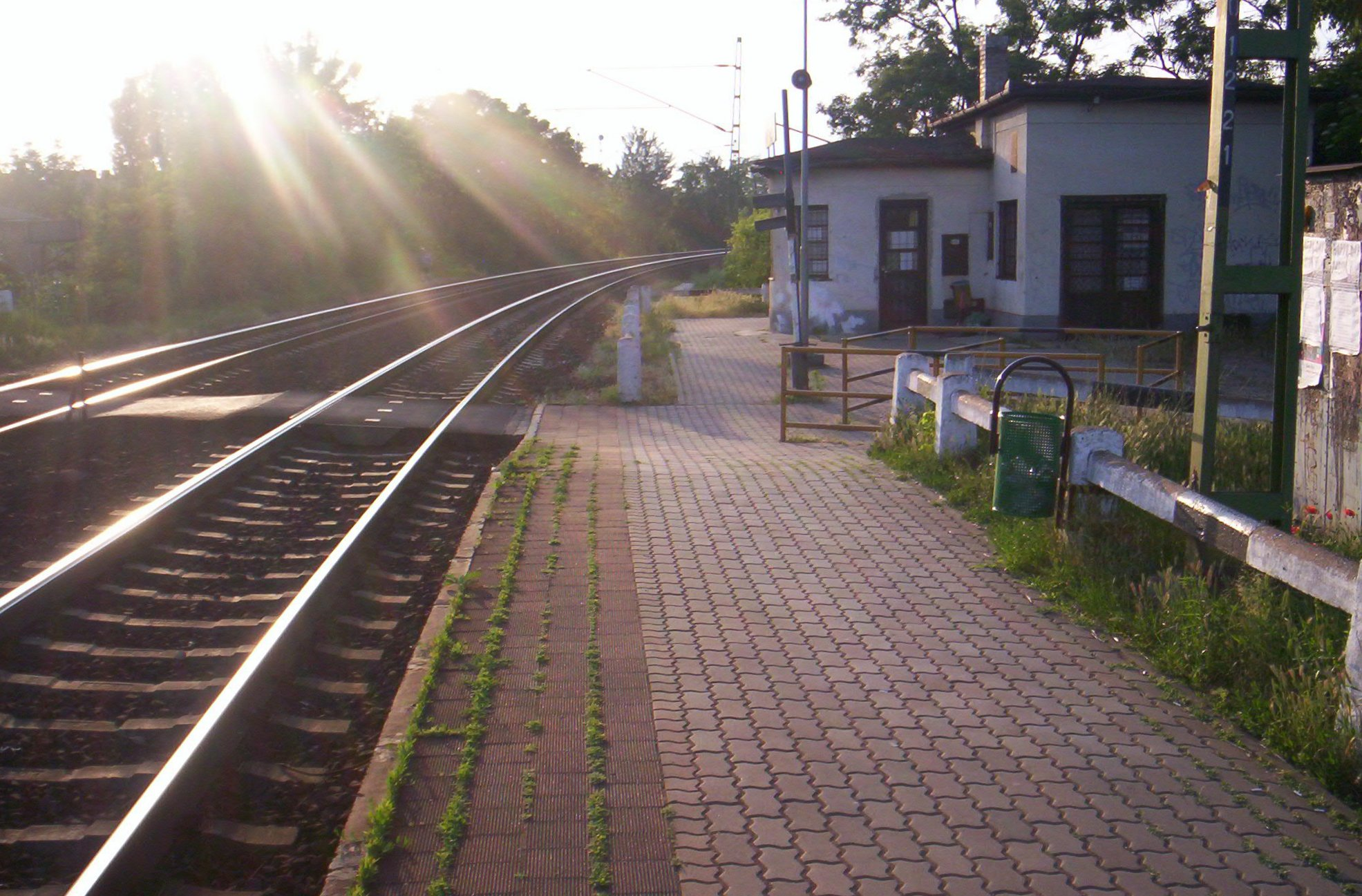
Eisenbahnhaltestelle Ecser

## Verkehr
In Ecser treffen die Landstraßen Nr. 3101 und Nr. 3111 aufeinander, östlich der Großgemeinde verläuft die Autobahn M0. Ecser ist angebunden an die Eisenbahnstrecke vom Budapester Ostbahnhof nach Szolnok.

## Sonstiges
- Der Tanz Ecseri lakodalmas (Heirat in Ecser) ist nach dem Ort benannt.
- Das Wappen verweist auf die Eiche, den Volkstanz Ecseri lakodalmas und die Kirche aus dem Jahr 1740.